# НАШ
НАШ е бивш новинарски телевизионен канал в Украйна, който стартира своето излъчване през 2018 г. Собственик е председателят на партия Наши и съпредседател на Опозиционен блок – Евгений Мураев. На 11 февруари 2022 г. излъчването на телевизионния канал е блокирано, с решение на Съвета за национална сигурност и отбрана на Украйна, чрез налагане на санкции за срок от 5 години срещу компаниите „Наша Прага“, „НАШ 24“ и „НАШ 365“.